# Stephanie Mills
Pour les articles homonymes, voir Mills.
 (octobre 2012).
Si vous disposez d'ouvrages ou d'articles de référence ou si vous connaissez des sites web de qualité traitant du thème abordé ici, merci de compléter l'article en donnant les références utiles à sa vérifiabilité et en les liant à la section « Notes et références ».
Stephanie Dorthea Mills, née le 22 mars 1957 à Brooklyn, est une chanteuse américaine de R&B et de musique soul. Elle a commencé sa carrière par la comédie musicale, d'abord au théâtre Apollo à l'âge de neuf ans. Elle a joué dans la pièce broadwayienne Maggie Flynn, a fait des tournées avec les Isley Brothers puis a lancé son premier album en 1973 chez Paramount (Movin' In The Right Direction).
Elle est surtout connue pour avoir joué, de 1975 à 1979, Dorothy dans The Wiz à Broadway, rôle qu'elle reprendra par la suite. Fin 1975, Jermaine Jackson la remarque et elle est engagée à la Motown. Elle y sortira un seul album, For The First Time, réalisé par Bacharach et David. Il est d'ailleurs intéressant de voir que c'est une autre star de la Motown, Diana Ross, qui jouera Dorothy dans la version filmée alors que Mills semblait parfaitement indiquée.

## Biographie

### Débuts
Son succès comme chanteuse sera cependant postérieur, quand elle s'orientera vers une carrière de chanteuse soul chic avec des productions rappelant Phyllis Hyman (autant par la voix que le style d'arrangements). Son album majeur est What Cha Gonna Do With My Lovin réalisé en 1979 par James Mtume et Reggie Lucas (n° 12 R&B et n° 22 pop). La chanson What Cha Gonna Do With My Lovin, classée n° 8 R&B et n° 22 pop, sera éditée en remix long. Un autre titre, Put Your Body In It, fut rallongé pour servir de face 2 à l'album. Le titre You Can Get Over (n° 55 R&B et n° 101 pop), dans le même genre que les deux autres, entre disco pré-funk et harmonies broadwayiennes, fut édité en 45 tours et en remix long avec une face 2 inédite, Better Than Ever tiré du film Merci d'avoir été ma femme (Starting Over). Put Your Body In It et You Can Get Over se classent conjointement n° 8 disco.

### Années 1980
En 1980, elle sort Sweet Sensation, avec les mêmes réalisateurs artistiques (n° 3 R&B et n° 16 pop). Le titre Sweet Sensation, dans la lignée de Put Your Body In It est classé n° 3 R&B et n° 52 pop, aidé par un remix long. Le gros succès de l'album est néanmoins Never Knew Love Like This Before, n° 12 R&B, n° 6 pop, n° 5 adulte et vainqueur d’un « Grammy ». Cette chanson qui vise ouvertement le marché blanc, annonce Borderline de Madonna (1983) et Desire de Randy Crawford (1986). Les titres Sweet Sensation et Never Knew Love Like This Before se classent n° 5 disco[réf. nécessaire].
Après un bref mariage avec Jeffrey Daniel de Shalamar, elle sort en 1981 un troisième album réalisé par Mtume et Lucas, Stephanie (n° 3 R&B et n° 30 pop). Ce disque comprend un duo avec Teddy Pendergrass, Two Hearts, classé n° 3 R&B, n° 40 pop et n° 82 disco[réf. nécessaire]. L’autre simple est Night Games n° 33 R&B.
Après ces albums chez 20th Century Fox, elle passe chez Casablanca chez qui elle publie Tantalizingly Hot (n° 10 R&B et n° 48 pop), à la pochette à l'image du titre (1982). On y trouve Keep Away Girls (n° 13 R&B) et une reprise de I Can't GiveBack The Love I Feel For You de Ross réalisés par Ashford & Simpson. Certaines chansons sont les dernières productions Mtume / Lucas pour Mills comme True Love Don't Come Easy et le simple You Can't Run Away From Love (n° 59 R&B et n° 15 dance remixé en version longue par Steve Thompson et Michael Barbiero). Ils réalisent aussi Last Night (n° 14 R&B).
Suit en 1983 l'album Merciless (n° 12 R&B et n° 104 pop) et le simple How Come U Don't Call Me Anymore (n° 12 R&B), reprise de la face 2 de 1999 de Prince. Les réalisateurs artistiques en sont Gary Klein et David Wolfert, avec Charles Koppelman en producteur exécutif, équipe habituelle de Streisand. Un des titres, Pilot Error, est édité en simple et connaît un remix long (n° 3 dance et n° 12 R&B). Cette même année, Mills a une émission télévisée sur la chaîne NBC.
Mills sort en 1984 I've Got The Cure (n° 10 R&B et n° 73 pop) et une réalisation de Hawk The Medicine Song (n° 8 R&B et n° 65 pop) qui marque son virage funk-FM. Ce titre, est un de ceux où elle déploie le plus les tonalités graves de sa voix. Autre titre de l'album : le slow-FM In My Life, coécrit par Patrick Leonard, Everlasting Love, un slow réalisé par George Duke, avec les Weather Girls aux chœurs. On ne peut cependant pas dire que la réalisation artistique de George Duke soit mémorable. Le second simple, Edge of The Razor s'est classé n° 47 R&B en 1985 et a aussi été édité en 12” (n° 14 dance).
Sa période 1979-1984 fait l'objet entre autres de deux compilations : la première parue en 1987 s'intitule In My Life et ne reprend que des versions LP . En 1995, sort The Best of Stephanie Mills dans lequel on retrouve ses hits, dont trois en version longue (What cha..., Put your body... et Sweet Sensation) et de nombreux slows. On y trouve d'ailleurs tous les titres de son album de 1979 sauf Don't Stop Dancin. Par ailleurs, 12” gold réédite The Medicine Song avec en face 2 Never Knew Love Like This Before.
En 1985, Mills passe chez MCA où elle continue à adapter sa musique au goût du jour. Elle participe d’abord à la B.O. du film Fletch. La chanson « Bit By Bit » est éditée en simple et elle se classe n° 52 R&B et n° 78 pop. Son premier album chez MCA, Stephanie Mills, sort la même année avec un simple intitulé I've Learned To Respect The Power of Love, classé n° 1 R&B deux semaines au printemps 1986. Le simple suivant est Rising Desire n° 11 R&B durant l’été 1986. L’album se classe n° 4 R&B et n° 47 pop. Les deux chansons sont classées conjointement n° 22 en ventes de maxis. Suit « Stand Back », n° 15 R&B, n° 7 « Club Play » et n° 32 en ventes de maxis.
Son album de juin 1987, If I Were Your Woman aura plus de succès (n° 1 R&B et n° 30 pop) avec les simples I Feel Good All over (n° 1 R&B trois semaines au printemps, n° 22 en ventes de maxis, réalisé par Nick Martinelli), (You're puttin') A Rush on Me (n° 1 R&B et n° 85 pop à l’automne, réalisé par Paul Laurence), Secret Lady (n° 7 R&B fin 1987, réalisé par La La) et If I Were Your Woman (n° 19 R&B au printemps 1988, réalisé par Ron Kersey).
En 1989, elle sort Home (n° 5 R&B et n° 82 pop), retour à Broadway avec la chanson-titre, et les simples Something In The Way (You Make Me Feel) réalisé par Angela Winbush et Comfort of A Man réalisé par LeMel Humes. Les chansons se sont classées comme suit : Home n° 1 R&B et n° 48 dance, Something In The Way...  n° 1 R&B, Comfort of A Man n° 8 R&B et Real Love n° 53.
Après avoir participé à Lift Every Voice and Sing de Melba Moore (1990), Mills sort en 1991 l'album Christmas. Elle coréalise la majeure partie des titres avec une équipe d'inconnus : Donald Lawrence, Steve Barri, Tony Peluso et Rodney Barber. Narada Michael Walden lui réalise une chanson (« Merry Christmas ») avec Louis Biancaniello comme réalisateur artistique associé et BeBe Winans lui écrit et produit Love Is To Listen.

### Années 1990
En 1992, pour Something real (n° 22 R&B), elle retrouve Lawrence, Peluso, Barber et Barri, auxquels s'ajoutent Vassal Benford, Kenny Harris et Dave «Jam» Hall. Elle ne coréalise que quatre chansons mais reste producteur exécutif. Vassal Benford, qui coécrit, joue des synthétiseurs et fait les arrangements vocaux des titres Never Do You Wrong et All Day, All Night. On y trouve aussi le morceau All In How Much We Give thème du film de Tom & Jerry.
En 1994 elle sort un disque de gospel chez GospoCentric, Personal inspirations (n° 8 gospel). En 1999 elle sort le simple Latin lover chez MAW. En 2000, elle chante Everyday avec BeBe Winans (sur l'album de ce dernier Love and freedom). En 2001 elle est samplée sur When I'm Nothing de DMX.

### Années 2000
En 2004, elle sort un album, Born to this. Il s'agit d'un LP de R&B aux sonorités hip-hop. Il se classe n° 25 R&B.

## Discographie

### Albums studio
- Movin' in the Right Direction (en) (1974)
- For the First Time (en) (1975)
- Love Has Lifted Me (en) (1976)
- What Cha' Gonna Do with My Lovin' (en) (1979)
- Sweet Sensation (en) (1980)
- Stephanie (en) (1981)
- Tantalizingly Hot (en) (1982)
- Merciless (en) (1983)
- I've Got the Cure (en) (1984)
- Stephanie Mills (en) (1985)
- If I Were Your Woman (en) (1987)
- Home (en) (1989)
- Something Real (en) (1992)
- Personal Inspirations (en) (1994)
- Born for This! (en) (2004)

### Singles
Ayant atteint le Billboard Hot 100 américain
- 1979 : What Cha Gonna Do with My Lovin' (#22)
- 1980 : Sweet Sensation (#52)
- 1980 : Never Knew Love Like This Before (#6)
- 1981 : Two Hearts (avec Teddy Pendergrass) (#40)
- 1984 : The Medicine Song (en) (#65)
- 1985 : Bit by Bit (Theme from Fletch) (#78)
- 1987 : (You're Puttin') A Rush on Me (en) (#85)